# Commission de gouvernement
La Commission de gouvernement était un organisme non élu qui a gouverné le Dominion de Terre-Neuve de 1934 à 1949. Établi à la suite de l'effondrement de l'économie de Terre-Neuve pendant la Grande Dépression, il fut dissous lorsque le dominion devint la dixième province du Canada le 31 mars 1949. Il était composé de fonctionnaires directement subordonnés au gouvernement britannique à Londres.